# Yūko Obuchi
Yūko Obuchi (小渕 優子, Obuchi Yūko), née le 11 décembre 1973, est une femme politique japonaise. Fille du premier ministre Keizō Obuchi, elle prend la place de ce dernier à sa mort à la Chambre des représentants du Japon, où elle représente la préfecture de Gunma pour le Parti libéral-démocrate. Elle est nommée au sein de plusieurs gouvernements depuis 2006, notamment au poste de ministre de l'Économie, du Commerce et de l'Industrie au sein du gouvernement Abe II en 2014, position qu'elle n'occupe que peu de temps en raison de divers scandales autour de sa nomination.

## Jeunesse, études et carrière pré-électorale
Obuchi naît le 11 décembre 1973 à Bunkyō, un arrondissement spécial de Tokyo. Après avoir effectué ses études supérieures à l'université Waseda, elle rejoint ensuite la chaîne de télévision Tokyo Broadcasting System.

## Carrière électorale
En 2000, après le décès de son père, le premier ministre en exercice Keizō Obuchi, Yūko se présente aux élections législatives japonaises de 2000 dans la circonscription de son père, la cinquième circonscription de la préfecture de Gunma, avec l'investiture du Parti libéral-démocrate. Elle remporte ce scrutin, et fait ainsi son entrée à la Diète du Japon à 26 ans.

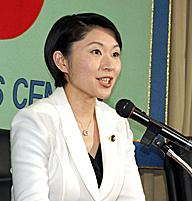
Obuchi en 2009, alors qu'elle est ministre chargée de l'égalité des sexes.

Obuchi conserve son poste lors des élections de 2003, 2005 et 2009,. Elle est nommée pour la première fois au gouvernement nippon en 2008, dans le Gouvernement Asō, au poste de Ministre d'État chargée de l'égalité des sexes et du déclin de natalité. À 34 ans, elle devient la personne la plus jeune à entrer au gouvernement japonais. En 2009, elle fait sensation en devenant la première personne en exercice au gouvernement à annoncer qu'elle est enceinte, ce qui lui confère une grande popularité au Japon. Elle démissionne de son poste gouvernemental lors de son accouchement, qui coïncide avec l'arrivée du Parti démocrate du Japon au pouvoir. 
En 2012, elle devient ministre d'État chargée des Finances dans le nouveau gouvernement Abe II, puis est nommée ministre de l'Économie, du Commerce et de l'Industrie, le 3 septembre 2014,. Il s'agit de la première femme nommée à ce prestigieux poste au Japon,. Obuchi est nommée dans le cadre d'une politique de féminisation du gouvernement par le Premier ministre Shinzo Abe,, faisant ainsi du gouvernement Abe II le gouvernement japonais le plus féminin de l'histoire du Japon. Parmi ses principales missions à ce nouveau poste, Obuchi fait notamment face au défi de relancer les réacteurs nucléaires, et de convaincre les riverains de cette motion,. Elle est alors présentée par les observateurs politiques comme la femme ayant le plus de chances d'un jour devenir Première Ministre au Japon,,. 
Le 20 octobre, Yūko Obuchi présente sa démission à la suite d'un soupçon de scandale financier,, le même jour que la ministre de la justice Midori Matsushima, elle aussi prise dans un scandale de violation du code électoral,. Obuchi est notamment accusée d'avoir utilisé à des fins personnelles des fonds normalement réservés à son activité politique. 
Elle redevient parlementaire après sa démission, et est candidate à sa succession lors des élections législatives japonaises de 2014. Elle est réélue pour la sixième fois à la suite de ce scrutin, malgré les différents scandales, et est jugée comme sans responsabilité légale de ses irrégularités l'année suivante. Similairement, elle est réélue lors des élections législatives japonaises de 2017, et prend par la suite la direction de la branche préfectorale de Gunma du PLD, après un vote remporté d'une large marge. 
Obuchi se rapproche du gouvernement Kishida en 2023, et est nommée en septembre présidente du comité de campagne du PLD. Cette nomination est controversée, au regard de ses anciens scandales, de son impopularité qui en découle et de nouveaux soupçons d'irrégularité qui refont surface. Elle est réélue à l'issue des élections législatives de 2024, conservant son siège avec une large avance.

## Controverses
Plusieurs controverses entourent Obuchi lors de son nomination au poste de ministre de l'Économie, du Commerce et de l'Industrie,. Elle est notamment accusée d'abus de fonds publics, et d'avoir dépensé à des fins personnelles de l'argent réservé à son activité parlementaire. Parmi les différents abus relevés par la presse, Obuchi aurait dépensé plus de dix millions de yens en produits de beautés, dans des marchandises achetées dans la boutique de sa sœur, ainsi que dans des places de théâtre, ce qui constitue une infraction au code électoral. Ces différents scandales mettent un fort frein à son ascension au sein du PLD, à ses fonctions gouvernementales et à la sympathie qu'elle inspirait au public japonais,,.

## Prises de positions
Obuchi, à l'inverse de plusieurs politiciens de son parti, milite pour un rapprochement entre le Japon et la Chine. Elle n'est pas affiliée au lobby révisionniste Nippon Kaigi, fait rare pour un membre du gouvernement Abe, et ne visite pas le sanctuaire Yasukuni, sanctuaire shinto considéré par certains comme l'un des symboles nationalistes du Japon, mais également de son passé colonialiste.
Comme la majorité des représentants de son parti, elle fait la promotion des Abenomics, politique économique japonaise promue par le Premier ministre Shinzō Abe, qu'elle soutient. Elle estime également que l'énergie nucléaire est nécessaire à la contribution énergétique japonaise pour le moment, même si l'armement nucléaire ne devrait pas être envisagé. En outre, elle souhaite une révision de la Constitution antimilitariste du Japon. Néanmoins, contrairement à la plupart des membres du PLD, Obuchi déclare souhaiter que les femmes conservent leur nom de famille, même après leur mariage. Similairement, elle se déclare favorable à l'instauration de quotas féminins dans la vie politique japonaise, pour favoriser l'ascension de ces dernières à des postes plus importants.

## Vie privée
Elle est la fille de l'ancien Premier ministre Keizō Obuchi. Elle est mère de deux enfants. Elle se marie en 2004 à Katsuhiro Setoguchi, qu'elle a rencontré lors de son passage à TBS.